# Наполиони Налага
Наполиони Налага (енгл. Napolioni Nalaga; 7. април 1986) професионални је рагбиста и репрезентативац Фиџија, који тренутно игра за француског друголигаша Олимпик Лион. На светском првенству за играче до 19 година постигао је чак 7 есеја у 3 утакмице. Ожењен је и има два детета, а његов отац је такође био рагби репрезентативац Фиџија. Велики траг оставио је у француској првој лиги, у сезони 2007/2008 постигао је 16 есеја за Клермон. У сезони 2008/2009 постигао је 20 есеја у Топ 14 и проглашен је за најбољег играча првенства за ту сезону. 14. новембра 2009. дебитовао је за репрезентацију Фиџија против Шкотске у тест мечу. Постигао је 1 есеј на светском првенству 2011. а после тог великог такмичења потписао је за аустралијску екипу Вестерн Форс. После једне године у Форсима, вратио се у Клермон. У сезони 2012-2013 постигао је 8 есеја у купу европских шампиона, укључујући и 1 у финалу овог најелитнијег клупског такмичења Старог континента. У децембру 2013. постигао је најбржи есеј у историји купа европских шампиона, у 18. секунди. Једини трофеј који је освојио је титула првака Француске 2010. са Клермоном. По телесној грађи и стилу игре, познаваоце рагбије подсећа на Ломуа.